# Præsidentvalget i USA 1844
Præsidentvalget i USA 1844 var det 15. præsidentvalg i USA, som blev afholdt fra fredag den 1. november til onsdag den 4. december 1844. Demokraten James K. Polk besejrede Whigpartiets Henry Clay i en valgkamp, der primært drejede sig om de kontroversielle spørgsmål om slaveri og annekteringen af Republikken Texas. Dette er det eneste valg, hvor begge de nominerede kandidater tjente som Speaker i Repræsentanternes Hus på et tidspunkt i deres karriere, og det er samtidig det første valg, hvor ingen af kandidaterne – på tidspunkt for valget – holdte et valgt embede.
Den tidligere præsident John Tylers velvilje og forsøg på at annektere Texas splittede begge partier. Annekteringen ville geografisk udvide amerikansk slaveri. Samtidig risikerede man en krig med Mexico, mens USA ligeledes var engageret i følsomme grænseforhandlinger med Storbritannien, som kontrollerede Canada. Texas-annekteringen udgjorde således både indenrigs- og udenrigspolitiske risici. Begge partier havde fløje i nord og syd – og muligheden for at slaveriet blev udvidet truede derfor med at splitte begge partier. Præsident Tyler – som var blevet udvist af Whigpartiet efter at have nedlagt veto mod Whig-lovgivning – håbede at bruge annekteringen af Texas til at vinde præsidentposten som uafhængig eller – i det mindste – øge pro-Texas indflydelsen ved valget.
Den tidlige demokratiske præsident Martin Van Buren skadede sit kandidatur internt i partiet, idet han afviste en Texas-annektering. Modstand fra den tidligere præsident Andrew Jackson og de fleste sydlige delegationer samt en ændring af nomineringsregelen – der specifikt havde til formål at blokere ham – forhindrede Van Buren i at vinde de nødvendige to-tredjedeles stemmer af delegerede til det demokratiske nationale konvent i 1844. Konventet valgte i stedet James K. Polk, tidligere guvernør i Tennessee. Præsident Tyler droppede ud af valgkampen og støttede Polk. Whigpartiet nominerede Henry Clay, som var en berømt og mangeårig partileder. Clay var indledningsvis favorit til at vinde præsidentposten, men han ævlede og manglede en konsistent position i forhold til spørgsmålet om Texas-annekteringen. Skønt Clay var en sydlænding fra Kentucky og en slaveejer, valgte han at fokusere på risikoen for annektering, mens han hævdede ikke at modsætte sig annekteringen personligt. Hans akavede og gentagne forsøg på at justere og finjustere sin holdning i forhold til Texas-annekteringen forvirrede og fremmedgjorde vælgerne, hvilket stod i negativ kontrast til Polks klarhed om spørgsmålet.
Polk var succesfuld i at sammenbinde grænsestriden med Storbritannien vedrørende Oregon med Texas-spørgsmålet. Den demokratiske kandidat var derfor i stand til at forene de nordlige anti-slaveri , som krævede Oregon, med pro-slaveri i sydstaterne, der krævede Texas. Polk lykkes derfor med at slå Clay i den nationale folkeafstemning, hvor han vandt med knap 40.000 stemmer – en margin på blot 1,4%. James G. Birney fra det slavekritiske Liberty Party modtog 2,3 % af vælgerstemmerne. Som præsident færdiggjorde Polk den amerikanske annektering af Texas, som var en af de væsentligste årsager til den mexicansk-amerikanske krig.

## Yderligere læsning
- Chitwood, Oliver Perry (1939). John Tyler, Champion of the Old South.
- Davies, Gareth, and Julian E. Zelizer, eds. America at the Ballot Box: Elections and Political History (2015) pp. 36–58.
- Harris, J. George (1990).  Wayne Cutler (red.). Polk's Campaign Biography. University of Tennessee Press.
- Holt, Michael F. (1999). The Rise and Fall of the American Whig Party: Jacksonian Politics and the Onset of the Civil War. Oxford University Press. ISBN 0-19-505544-6.
- McCormac, Eugene I. (1922). James K. Polk: A Political Biography.
- Nevins, Allan. Ordeal of the Union: Volume I. Fruits of Manifest Destiny, 1847–1852 (1947).
- Paul, James C. N. (1951). Rift in the Democracy.
- Pearson, Joseph W. The Whigs' America: Middle-Class Political Thought in the Age of Jackson and Clay (University Press of Kentucky, 2020).
- Rayback, Joseph G. Free Soil: The Election of 1848. (1970).
- Remini, Robert V. (1991). Henry Clay: Statesman for the Union.
- Roach, George W. "The Presidential Campaign of 1844 in New York State." New York History (1938) 19#2 pp: 153–172.
- Sellers, Charles Grier Jr. (1966). James K. Polk, Continentalist, 1843–1846. vol 2 of biography.
- Silbey, Joel H. Party Over Section: The Rough and Ready Presidential Election of 1848 (2009). 205 pp.
- Smith, Laura Ellyn. "Through the Eyes of the Enemy: Why Henry Clay Lost the Presidential Election of 1844 through the Lens of The Daily Argus of Portland, Maine." Maine History 50.1 (2016): 58-78 online.
- Wilentz, Sean (2005). "Divided Democrats and the Election of 1844". The Rise of American Democracy: Jefferson to Lincoln (1st udgave). New York: W.W. Norton & Company, Inc. s. 566-575. ISBN 0-393-32921-6.
- Bicknell, John. America 1844: Religious Fervor, Westward Expansion and the Presidential Election That Transformed the Nation. Chicago Review Press, 2014.
- Brown, Richard H. 1966. "The Missouri Crisis, Slavery, and the Politics of Jacksonianism" in Essays on Jacksonian America, Ed. Frank Otto Gatell. (Holt, Rinehart and Winston, 1970).
- Cheathem, Mark R. Who Is James K. Polk: The Presidential Election of 1844. Lawrence: University Press of Kansas, 2023.
- Crapol, Edward P. 2006. John Tyler: The Accidental President. The University of North Carolina Press. Chapel Hill. ISBN 978-0-8078-3041-3
- Finkelman, Paul. 2011. Millard Fillmore. New York: Times Books
- Freehling, William W. 1991. The Road to Disunion: Volume I: Secessionists at Bay, 1776-1854. Oxford University Press. 1991. ISBN 978-0-19-507259-4.
- Henderson, Timothy S. 2007. A Glorious Defeat" Mexico and its war with the United States. Hill and Wang, New York. ISBN 978-0-8090-6120-4
- Holt, Michael F. 2005. The fate of their country: politicians, slavery extension, and the coming of the Civil War. New York: Hill and Wang.
- May, Gary. 2008. John Tyler. New York: Times Books/Henry Holt and Co.
- Meacham, Jon. 2008. American Lion: Andrew Jackson in the White House. Random House, New York.
- Miller, William Lee. 1996. Arguing about slavery: the great battle in the United States Congress. New York : A.A. Knopf, 1996.
- Widmer, Edward L. 2005. Martin Van Buren. New York: Times Books
- Wilentz, Sean. 2008. The Rise of American Democracy: Jefferson to Lincoln. W.W. Horton and Company. New York.

Hjemmesider
- "A Historical Analysis of the Electoral College". The Green Papers. Hentet 17. september 2005.
- "Ohio History Central". Ohio History Central Online Encyclopedia. Arkiveret fra originalen 21. august 2006. Hentet 8. november 2006.

### Primære kilder
- Chester, Edward W En guide til politiske platforme (1977) online
- Grant, Clement L. "Politikken bag en præsidentkandidat som vist i breve fra Cave Johnson til James K. Polk." Tennessee Historical Quarterly (1953): 152-181. online
- Porter, Kirk H. og Donald Bruce Johnson, red. Nationale partiplatforme, 1840-1964 (1965) online 1840-1956

## Eksterne links
- Præsidentvalget i 1844: En ressourcevejledning fra Library of Congress
- 1844 folkeafstemning efter amter
- Oversigt over Demokratisk Nationalkonvent 1844
- Valg af 1844 i Counting the Votes Arkiveret 9. december 2017 hos  Wayback Machine